# Dresden (Tennessee)
Dresden es un pueblo ubicado en el condado de Weakley en el estado estadounidense de Tennessee. En el Censo de 2010 tenía una población de 3.005 habitantes y una densidad poblacional de 208,15 personas por km².

## Geografía
Dresden se encuentra ubicado en las coordenadas 36°16′37″N 88°41′37″O / 36.27694, -88.69361. Según la Oficina del Censo de los Estados Unidos, Dresden tiene una superficie total de 14.44 km², de la cual 14.41 km² corresponden a tierra firme y (0.18%) 0.03 km² es agua.

## Demografía
Según el censo de 2010, había 3.005 personas residiendo en Dresden. La densidad de población era de 208,15 hab./km². De los 3.005 habitantes, Dresden estaba compuesto por el 92.11% blancos, el 4.83% eran afroamericanos, el 0.23% eran amerindios, el 0.37% eran asiáticos, el 0.1% eran isleños del Pacífico, el 0.2% eran de otras razas y el 2.16% pertenecían a dos o más razas. Del total de la población el 1.1% eran hispanos o latinos de cualquier raza.